# 밥 보먼
로버트 "밥" 보먼(영어: Robert "Bob" Bowman, 1964년 12월 11일 ~ )은 미국의 스포츠 심리학자, 현 수영 코치, 전 수영 선수이다. 마이클 펠프스 선수의 현 코치로 유명하다. 1996년 당시 11세이던 펠프스를 처음 만나 본인이 CEO로 있던 북볼티모어 수영 클럽에서 오랫동안 훈련시켰다. 펠프스는 그의 지도 아래 올림픽 최다 금메달 선수로 성장했다. 펠프스가 은퇴할 때 그는 "펠프스 같은 선수는 수십 년이 아니라 수백 년 만에 한 번 나올까 말까 한 선수"라며 치켜세웠다. 현재는 애리조나 주립 대학교에서 차세대 수영 선수들을 지도하고 있다.